# Дрьомін Ярослав Павлович
Яросла́в Па́влович Дрьо́мін (нар. 26 грудня 1986 — пом. 29 серпня 2014) — солдат 93-ї окремої механізованої бригади Збройних сил України, учасник російсько-української війни.

## Життєвий шлях
Народився 1986 року в селі Хащувате (Гайворонський район, Кіровоградська область). Закінчив Хащуватську ЗОШ, Гайворонський машинобудівний технікум, де здобув професію техніка-механіка. Служив у Збройних Силах України, а після демобілізації — в органах внутрішніх справ. Потім працював у ПСП «Нива» в рідному селі.
Мобілізований у квітні 2014 року, стрілець 93-ї окремої механізованої бригади. Був водієм, доставляв боєприпаси, вантажі та особовий склад у зону бойових дій.
Загинув 29-го серпня 2014 року під час виходу з Іловайського котла т. зв. «Зеленим коридором» на дорозі в районі с. Новокатеринівка. У червні 2015 року ідентифікований за експертизою ДНК серед тіл 87 загиблих, яких поховали 1 жовтня 2014 року на Кушугумському цвинтарі під Запоріжжям. 23 червня 2015 року Ярослава перепоховали з військовими почестями в селі Хащувате, в останню дорогу односельці проводжали Героя на колінах.
Без сина лишились батько Павло Дрьомін, мама Людмила Михайлівна.

## Нагороди та вшанування
За особисту мужність і героїзм, виявлені у захисті державного суверенітету та територіальної цілісності України, вірність військовій присязі під час російсько-української війни, відзначений — нагороджений
- орденом «За мужність» III ступеня (22.9.2015, посмертно)[2]
- у Хащуватській ЗОШ у серпні 2015-го відкрито меморіальну дошку випускнику Ярославу Дрьоміну.
- Його портрет розміщений на меморіалі «Стіна пам'яті полеглих за Україну» у Києві: секція 3, ряд 6, місце 30
- Вшановується 24 серпня на щоденному ранковому церемоніалі вшанування українських захисників, які загинули цього дня у різні роки внаслідок російської збройної агресії[3]